# 나는 앤디 워홀을 쏘았다
《나는 앤디 워홀을 쏘았다》(영어: I Shot Andy Warhol)는 1996년 개봉한 미국, 영국의 전기 드라마 영화이다. 메리 해런이 감독 데뷔작이며 그가 각본에도 참여했다. 급진 여성주의자 밸러리 솔라나스의 삶과 예술가 앤디 워홀의 관계를 다룬 작품이다.